# Liste der Baudenkmale in Nordhorn
In der Liste der Baudenkmale in Nordhorn sind alle Baudenkmale der niedersächsischen Gemeinde Nordhorn aufgelistet. Die Quelle der Baudenkmale ist der Denkmalatlas Niedersachsen. Der Stand der Liste ist der 16. Dezember 2020.

## Nordhorn

### Gruppe: Süd-Nord-Kanal
Die Gruppe „Süd-Nord-Kanal“ hat die ID 36041106.

| Lage                                          | Bezeichnung          | Beschreibung                                                  | ID       | Bild |
| --------------------------------------------- | -------------------- | ------------------------------------------------------------- | -------- | ---- |
| 52° 29′ 35″ N, 7° 6′ 1″ O                     | Kanal                | Süd-Nord-Kanal (Teilstück I)                                  | 36073577 |      |
| 52° 29′ 6″ N, 7° 5′ 52″ O                     | Schleuse             | Süd-Nord-Kanal (Schleuse II)                                  | 36075757 |      |
| 52° 29′ 5″ N, 7° 5′ 52″ O                     | Düker                | Süd-Nord-Kanal (Schleuse II, Düker)                           | 36079248 |      |
| Deegfelder Weg 52° 27′ 30″ N, 7° 4′ 3″ O      | Drehbrücke           | Brücke über den Süd-Nord-Kanal mit originalem Brückengeländer | 36075175 |      |
| Nach Schleuse I 45 52° 29′ 5″ N, 7° 5′ 52″ O  | Schleuse             | Süd-Nord-Kanal (Schleuse I)                                   | 36075785 |      |
| Nach Schleuse I 45 52° 27′ 50″ N, 7° 4′ 47″ O | Drehbrücke           |                                                               | 36078864 | BW   |
| Nach Schleuse I 45 52° 27′ 50″ N, 7° 4′ 47″ O | Düker                |                                                               | 36079220 | BW   |
| Nach Schleuse I 45 52° 27′ 50″ N, 7° 4′ 45″ O | Schleusenwächterhaus |                                                               | 36079276 |      |

### Gruppe: Textilfabrik Niehues & Dütting
Die Gruppe „Textilfabrik Niehues & Dütting“ hat die ID 36041335.

| Lage                                                 | Bezeichnung        | Beschreibung | ID       | Bild |
| ---------------------------------------------------- | ------------------ | --- | -------- | ---- |
| Augustastraße 52° 25′ 20″ N, 7° 4′ 15″ O             | Hafen              | Nordhorn-Almelo-Kanal (Nino-Hafen) | 36073887 |      |
| Bentheimer Straße 118 52° 25′ 29″ N, 7° 4′ 34″ O     | Verwaltungsgebäude | Verwaltungsgebäude von 1963 der ehemaligen Textilfabrik NINO                                                                                           | 36077343 |      |
| Bernhard-Niehues-Straße 49 52° 25′ 40″ N, 7° 4′ 4″ O | Lagergebäude       | Erbaut 1920/21 als Rohgewebelager der ehemaligen Textilfabrik der Firma Niehues & Dütting (später NINO), umgebaut und saniert 2003                     | 36077976 |      |
| Prollstraße 2 52° 25′ 43″ N, 7° 4′ 4″ O              | Verwaltungsgebäude | Erbaut 1921 als Verwaltungsgebäude mit Ballenlager sowie Kriegerdenkmal der ehemaligen Textilfabrik der Firma Niehues & Dütting (später NINO).         | 36075653 |      |
| Nino-Allee 11 52° 25′ 34″ N, 7° 4′ 17″ O             | Spinnerei          | Erbaut 1928/29 als Spinnerei der ehemaligen Textilfabrik der Firma Niehues & Dütting (später NINO); 2010 Umbau zu einem „Kompetenzzentrum Wirtschaft“. | 36077945 |      |

### Gruppe: Nordhorn, Villa Dütting
Die Gruppe „Nordhorn, Villa Dütting“ hat die ID 36041075.

| Lage                                        | Bezeichnung | Beschreibung | ID       | Bild |
| ------------------------------------------- | ----------- | --- | -------- | ---- |
| Bahnhofstraße 10 52° 25′ 55″ N, 7° 3′ 54″ O | Villa       | Erbaut 1897 durch Architekt Hubert Holtmann; einschließlich Garage, Gartenhaus, Gewächshaus I, Gewächshaus II, Parkanlage; Fotos untersagt | 36074839 | BW   |
| Bahnhofstraße 10 52° 25′ 54″ N, 7° 3′ 53″ O | Garten      | | 36074892 | BW   |
| Bahnhofstraße 10 52° 25′ 56″ N, 7° 3′ 55″ O | Garage      | | 36074814 | BW   |
| Bahnhofstraße 10 52° 25′ 54″ N, 7° 3′ 57″ O | Gewächshaus | | 36076832 | BW   |

### Gruppe: Villa Niehues
Die Gruppe „Villa Niehues“ hat die ID 36041152.

| Lage                                        | Bezeichnung | Beschreibung | ID       | Bild |
| ------------------------------------------- | ----------- | --- | -------- | ---- |
| Bahnhofstraße 19 52° 25′ 58″ N, 7° 3′ 53″ O | Villa       | Erbaut 1912; Villa mit zeitgleicher Einfriedigung und Gartenanlage. Auf einer Plakette am Haus selbst ist das Gebäude als „Villa im Park“ bezeichnet: „erbaut für Textilfabrikant J. Stroink“ | 36074922 |      |
| Bahnhofstraße 19 52° 25′ 58″ N, 7° 3′ 54″ O | Garten      | | 36076015 | BW   |

### Gruppe: Burgstraße
Die Gruppe „Burgstraße“ hat die ID 42630497.

| Lage                                     | Bezeichnung | Beschreibung        | ID       | Bild |
| ---------------------------------------- | ----------- | ------------------- | -------- | ---- |
| Burgstraße 10 52° 26′ 10″ N, 7° 4′ 10″ O | Wohnhaus    | „Haus vor der Burg“ | 36075126 |      |
| Burgstraße 12 52° 26′ 11″ N, 7° 4′ 8″ O  | Pastorat    |                     | 42459976 |      |
| Burgstraße 11 52° 26′ 9″ N, 7° 4′ 10″ O  | Kirche      |                     | 36075151 |      |

### Gruppe: Nordfriedhof
Die Gruppe „Nordfriedhof“ hat die ID 36041041.

| Lage                                      | Bezeichnung | Beschreibung       | ID       | Bild |
| ----------------------------------------- | ----------- | ------------------ | -------- | ---- |
| Deegfelder Weg 52° 26′ 29″ N, 7° 4′ 15″ O | Friedhof    |                    | 36074604 |      |
| Deegfelder Weg 52° 26′ 30″ N, 7° 4′ 12″ O | Grabstätte  | Pastorengräber     | 36075570 |      |
| Deegfelder Weg 52° 26′ 31″ N, 7° 4′ 11″ O | Grabmal     | Grabstätte Dütting | 36075625 |      |
| Deegfelder Weg 52° 26′ 30″ N, 7° 4′ 11″ O | Grabstätte  | Grabstätte Rawe    | 36075597 |      |
| Deegfelder Weg 52° 26′ 30″ N, 7° 4′ 17″ O | Grabstätte  | Grabstätte Povel   | 36075541 |      |

### Gruppe: Kloster Frenswegen
Die Gruppe „Kloster Frenswegen“ hat die ID 36041056.

| Lage                                              | Bezeichnung              | Beschreibung                                                                                   | ID       | Bild |
| ------------------------------------------------- | ------------------------ | ---------------------------------------------------------------------------------------------- | -------- | ---- |
| Klosterstraße 9 52° 27′ 17″ N, 7° 2′ 20″ O        | Kloster                  | Kloster Frenswegen (Hauptgebäude)                                                              | 36074142 |      |
| Klosterstraße 9 52° 27′ 16″ N, 7° 2′ 19″ O        | Brunnen                  |                                                                                                | 36074040 |      |
| Klosterstraße 9 52° 27′ 15″ N, 7° 2′ 19″ O        | Scheune                  | Kloster Frenswegen (Südliche Hofscheune)                                                       | 36074065 |      |
| Klosterstraße 9 52° 27′ 15″ N, 7° 2′ 24″ O        | Wohnhaus                 | Kloster Frenswegen (Haus an der Klostermauer)                                                  | 36074015 |      |
| Klosterstraße 9 52° 27′ 17″ N, 7° 2′ 17″ O        | Brücke                   |                                                                                                | 36078733 |      |
| Klosterstraße 9 52° 27′ 16″ N, 7° 2′ 17″ O        | Graft                    |                                                                                                | 36079067 |      |
| Klosterstraße 9 52° 27′ 18″ N, 7° 2′ 22″ O        | Kirche                   | Kloster Frenswegen (ehem. Klosterkirche St. Petrus)                                            | 36073941 |      |
| Neuenhauser Straße 239 52° 27′ 28″ N, 7° 2′ 23″ O | Gasthaus                 | Kloster Frenswegen (Klosterschänke)                                                            | 36074114 |      |
| Fuchsweg 4 52° 27′ 17″ N, 7° 2′ 11″ O             | Wohnhaus                 |                                                                                                | 36076780 |      |
| Paradiesweg 59 52° 27′ 13″ N, 7° 2′ 1″ O          | Wohn-/Wirtschaftsgebäude | Familie Dulink(g) lebte auf diesem Hof in Frenswegen als fürstliche Pächter von 1851 bis 1972. | 36078284 |      |
| Fuchsweg 21/22 52° 27′ 15″ N, 7° 1′ 57″ O         | Wohn-/Wirtschaftsgebäude | Kloster Frenswegen (Doppelheuerhaus)                                                           | 36078262 |      |

### Gruppe: Nordhorn-Almelo-Kanal
Die Gruppe „Nordhorn-Almelo-Kanal“ hat die ID 36040998.

| Lage                                         | Bezeichnung | Beschreibung                            | ID       | Bild |
| -------------------------------------------- | ----------- | --------------------------------------- | -------- | ---- |
| Frensdorferhaar 46 52° 24′ 4″ N, 7° 3′ 14″ O | Schleuse    | Nordhorn-Almelo-Kanal                   | 36073857 |      |
| 52° 24′ 9″ N, 7° 3′ 18″ O                    | Kanal       | Nordhorn-Almelo-Kanal                   | 36077757 |      |
| Frensdorferhaar 52° 24′ 7″ N, 7° 3′ 16″ O    | Brücke      | Brücke der Grenzschleuse                | 36079014 |      |
| Frensdorferhaar 48 52° 24′ 3″ N, 7° 3′ 9″ O  | Wohnhaus    | Nordhorn-Almelo-Kanal (Zöllnerwohnhaus) | 36073914 | BW   |

### Gruppe: Villa Povel
Die Gruppe „Villa Povel“ hat die ID 36041169.

| Lage                                     | Bezeichnung | Beschreibung                                      | ID       | Bild |
| ---------------------------------------- | ----------- | ------------------------------------------------- | -------- | ---- |
| Georgstraße 1 52° 25′ 48″ N, 7° 3′ 37″ O | Villa       | Villa mit originaler Einfriedung und Gartenanlage | 36075230 |      |
| Georgstraße 1 52° 25′ 47″ N, 7° 3′ 37″ O | Garten      |                                                   | 36076045 | BW   |

### Gruppe: Hagenstraße
Die Gruppe „Hagenstraße“ hat die ID 36041223.

| Lage                                         | Bezeichnung | Beschreibung | ID       | Bild |
| -------------------------------------------- | ----------- | ------------ | -------- | ---- |
| Hagenstraße 28/30 52° 26′ 11″ N, 7° 4′ 18″ O | Wohnhaus    |              | 36073781 |      |
| Hagenstraße 32/34 52° 26′ 12″ N, 7° 4′ 17″ O | Wohnhaus    |              | 36074631 |      |

### Gruppe: Textilfabrik Povel
Die Gruppe „Textilfabrik Povel“ hat die ID 36041286.

| Lage                                            | Bezeichnung        | Beschreibung                       | ID       | Bild |
| ----------------------------------------------- | ------------------ | ---------------------------------- | -------- | ---- |
| Kokenmühlenstraße 21 52° 25′ 57″ N, 7° 4′ 30″ O | Industriehalle     | Textilfabrik Povel (Weberei)       | 36075331 |      |
| Kokenmühlenstraße 18 52° 25′ 57″ N, 7° 4′ 21″ O | Turm               | Textilfabrik Povel (Povelturm)     | 36075358 |      |
| Kokenmühlenstraße 16 52° 25′ 59″ N, 7° 4′ 19″ O | Verwaltungsgebäude | Textilfabrik Povel (Kontorgebäude) | 36076939 |      |

### Gruppe: Ev.-ref. Kirche mit Kirchhof und Pastorat
Die Gruppe „Ev.-ref. Kirche mit Kirchhof und Pastorat“ hat die ID 42000091.

| Lage                                          | Bezeichnung | Beschreibung                                             | ID       | Bild |
| --------------------------------------------- | ----------- | -------------------------------------------------------- | -------- | ---- |
| Lingener Straße 6 52° 26′ 17″ N, 7° 4′ 19″ O  | Kirche      | 1445 als St. Ludgerus konsekriert; heute ev.-ref. Kirche | 36075461 |      |
| Lingener Straße 6 52° 26′ 16″ N, 7° 4′ 19″ O  | Grabmal     | Grabmal neben der ev.-ref. Kirche                        | 36074708 |      |
| Lingener Straße 18 52° 26′ 17″ N, 7° 4′ 22″ O | Pastorat    |                                                          | 41768596 |      |

### Gruppe: Lingener Straße
Die Gruppe „Lingener Straße“ hat die ID 42000091.

| Lage                                          | Bezeichnung | Beschreibung | ID       | Bild |
| --------------------------------------------- | ----------- | ------------ | -------- | ---- |
| Lingener Straße 13 52° 26′ 18″ N, 7° 4′ 19″ O | Wohnhaus    |              | 36077687 |      |
| Lingener Straße 15 52° 26′ 19″ N, 7° 4′ 20″ O | Wohnhaus    |              | 36077710 |      |
| Lingener Straße 17 52° 26′ 19″ N, 7° 4′ 21″ O | Wohnhaus    |              | 36077733 |      |

### Gruppe: Kornmühle
Die Gruppe „Kornmühle“ hat die ID 36041137.

| Lage                                   | Bezeichnung   | Beschreibung | ID       | Bild           |
| -------------------------------------- | ------------- | ------------ | -------- | -------------- |
| Mühlendamm 1A 52° 26′ 4″ N, 7° 4′ 9″ O | Mühle         |              | 36075965 | Weitere Bilder |
| Mühlendamm 52° 26′ 4″ N, 7° 4′ 8″ O    | Lagerschuppen |              | 36079332 |                |
| Mühlendamm 52° 26′ 3″ N, 7° 4′ 9″ O    | Wehr          |              | 36073325 |                |
| Mühlendamm 52° 26′ 3″ N, 7° 4′ 9″ O    | Brücke        |              | 36078780 |                |

### Gruppe: Ochsenstraße
Die Gruppe „Ochsenstraße“ hat die ID 36041238.

| Lage                                      | Bezeichnung | Beschreibung | ID       | Bild |
| ----------------------------------------- | ----------- | ------------ | -------- | ---- |
| Ochsenstraße 6 52° 26′ 15″ N, 7° 4′ 10″ O | Wohnhaus    |              | 36076487 |      |
| Ochsenstraße 8 52° 26′ 15″ N, 7° 4′ 10″ O | Wohnhaus    |              | 36076511 |      |
| Ochsenstraße 10 52° 26′ 15″ N, 7° 4′ 9″ O | Wohnhaus    |              | 36076535 |      |
| Ochsenstraße 12 52° 26′ 15″ N, 7° 4′ 9″ O | Wohnhaus    |              | 36076559 |      |

### Gruppe: Schuhmachershagen
Die Gruppe „Schuhmachershagen“ hat die ID 36041186.

| Lage                                           | Bezeichnung                       | Beschreibung | ID       | Bild |
| ---------------------------------------------- | --------------------------------- | ------------ | -------- | ---- |
| Schuhmachershagen 3 52° 26′ 6″ N, 7° 4′ 12″ O  | Wohnhaus Leonhard Hoff (Musekamp) |              | 36076074 |      |
| Schuhmachershagen 5 52° 26′ 6″ N, 7° 4′ 12″ O  | Wohnhaus                          |              | 36076098 |      |
| Schuhmachershagen 7 52° 26′ 6″ N, 7° 4′ 12″ O  | Wohnhaus                          |              | 36076122 |      |
| Schuhmachershagen 9 52° 26′ 6″ N, 7° 4′ 12″ O  | Wohnhaus                          |              | 36076146 |      |
| Schuhmachershagen 11 52° 26′ 6″ N, 7° 4′ 12″ O | Wohnhaus                          |              | 36076171 |      |

### Gruppe: Nordhorner Verbindungskanal (Schleuse)
Die Gruppe „Nordhorner Verbindungskanal (Schleuse)“ hat die ID 47922766.

| Lage                                    | Bezeichnung | Beschreibung                                               | ID       | Bild |
| --------------------------------------- | ----------- | ---------------------------------------------------------- | -------- | ---- |
| Seeuferstraße 52° 26′ 6″ N, 7° 4′ 37″ O | Schleuse    | Verbindungsschleuse am Verbindungskanal, mit Schwenkbrücke | 36074757 |      |

### Gruppe: Hofanlage Wegbünder
Die Gruppe „Hofanlage Wegbünder“ hat die ID 36041208.

| Lage                                   | Bezeichnung              | Beschreibung                     | ID       | Bild |
| -------------------------------------- | ------------------------ | -------------------------------- | -------- | ---- |
| Vogelpool 27 52° 26′ 1″ N, 7° 2′ 29″ O | Wohn-/Wirtschaftsgebäude | Hof Wegbünder (Doppelhallenhaus) | 36076195 | BW   |
| Vogelpool 27 52° 26′ 1″ N, 7° 2′ 30″ O | Stallgebäude             |                                  | 36076223 | BW   |
| Vogelpool 27 52° 26′ 1″ N, 7° 2′ 30″ O | Backhaus                 |                                  | 36076271 | BW   |
| Vogelpool 27 52° 26′ 1″ N, 7° 2′ 31″ O | Remise                   |                                  | 36076247 | BW   |

### Einzelbaudenkmale
| Lage                                                 | Bezeichnung              | Beschreibung | ID       | Bild           |
| ---------------------------------------------------- | ------------------------ | --- | -------- | -------------- |
| Synagogenstraße 7 52° 26′ 12″ N, 7° 4′ 16″ O         | Wohnhaus                 | | 36076380 |                |
| Synagogenstraße 8 52° 26′ 12″ N, 7° 4′ 16″ O         | Wohnhaus                 | | 36076403 |                |
| Bahnhofstraße 6 52° 25′ 54″ N, 7° 3′ 51″ O           | Kiosk                    | | 36078049 |                |
| Bahnhofstraße 24 52° 25′ 58″ N, 7° 4′ 3″ O           | Rathaus                  | Erbaut 1949 | 36074955 |                |
| Bahnhofstraße 25 52° 26′ 1″ N, 7° 4′ 3″ O            | Zollamt                  | Ehemaliges Hauptzollamt | 36074978 |                |
| Bentheimer Straße 14 52° 25′ 56″ N, 7° 4′ 9″ O       | Villa                    | Villa Bracht | 36075055 |                |
| Bentheimer Straße 16 52° 25′ 57″ N, 7° 4′ 8″ O       | Villa                    | | 36075909 |                |
| Bentheimer Straße 16 52° 25′ 56″ N, 7° 4′ 7″ O       | Park                     | Villa Rick | 36075939 | BW             |
| Bentheimer Straße 16 52° 25′ 57″ N, 7° 4′ 7″ O       | Baumbestand              | Villa Rick | 36078655 | BW             |
| Bentheimer Straße 182/184 52° 25′ 20″ N, 7° 4′ 53″ O | Friedhof                 | errichtet 1864 | 36075002 | Weitere Bilder |
| Burgstraße 1 52° 26′ 10″ N, 7° 4′ 13″ O              | Wohnhaus                 | | 36076424 |                |
| Burgstraße 2/4 52° 26′ 11″ N, 7° 4′ 11″ O            | Wohnhaus                 | | 36076445 |                |
| Burgstraße 6 52° 26′ 11″ N, 7° 4′ 11″ O              | Wohnhaus                 | | 36076466 |                |
| Friedrich-Ebert-Straße 18 52° 25′ 34″ N, 7° 3′ 51″ O | Kirche                   | Erbaut 1950/51; evangelisch-reformierte Kirche | 36075206 |                |
| Gildkamp 52° 26′ 24″ N, 7° 4′ 6″ O                   | Friedhof                 | Friedhof Gildkamp | 36076804 |                |
| Geisinkstraße 23 52° 25′ 57″ N, 7° 3′ 22″ O          | Schule                   | Frensdorfer Schule | 36075683 |                |
| Großer Eschweg 15 52° 24′ 23″ N, 7° 6′ 20″ O         | Scheune                  | | 36077221 |                |
| Großer Eschweg 15 52° 24′ 23″ N, 7° 6′ 18″ O         | Backhaus                 | | 36077246 |                |
| Hagenstraße 52° 26′ 14″ N, 7° 4′ 15″ O               | Kaimauer                 | | 36077143 |                |
| Hauptstraße 34 52° 26′ 10″ N, 7° 4′ 15″ O            | Wohn-/Geschäftshaus      | Haus Salomonsen | 36076358 |                |
| Hauptstraße 46 52° 26′ 13″ N, 7° 4′ 14″ O            | Apotheke                 | Alte Apotheke (Adler-Apotheke) | 36075260 |                |
| Heseper Weg 52° 26′ 15″ N, 7° 4′ 47″ O               | Kriegerdenkmal           | | 36075285 |                |
| Heseper Weg 140 52° 25′ 40″ N, 7° 5′ 27″ O           | Löwen vom Bentheimer Tor | Löwenskulpturen (Nordhorner Löwen), jetzt im Tierpark Nordhorn aufgestellt. Die Sandseinfiguren stamme aus der zweiten Hälfte des 16. Jahrhunderts oder der ersten Hälfte des 17. Jahrhunderts. Die Löwen waren Tel des Bentheimer Tores, diese wurde 1858 abgerissen. | 36073989 |                |
| Hohenkörbener Weg 52° 26′ 54″ N, 7° 4′ 5″ O          | Drehbrücke               | Süd-Nord-Kanal, die Drehfunktion ist nicht mehr vorhanden. | 36074788 |                |
| Immenweg 52° 26′ 3″ N, 7° 6′ 6″ O                    | Drehbrücke               | Ems-Vechte-Kanal (Evers-Kotting-Brücke) | 36073603 |                |
| Jahnstraße 4 52° 26′ 2″ N, 7° 4′ 3″ O                | Bank                     | Altes Bankhaus | 36075308 |                |
| Jahnstraße 20 52° 26′ 5″ N, 7° 3′ 53″ O              | Villa                    | | 43090102 |                |
| Jahnstraße 20 52° 26′ 4″ N, 7° 3′ 53″ O              | Gartengrundstück         | | 44560606 | BW             |
| Jahnstraße 33 52° 26′ 3″ N, 7° 3′ 40″ O              | Wohnhaus                 | ehemaliges Lehrerwohnhaus – Sanierung 2018 | 36077116 |                |
| Kotthook 1 52° 26′ 5″ N, 7° 4′ 12″ O                 | Wohnhaus                 | | 36076295 |                |
| Kotthook 3 52° 26′ 5″ N, 7° 4′ 12″ O                 | Wohnhaus                 | | 36076316 | BW             |
| Kotthook 2/4 52° 26′ 5″ N, 7° 4′ 12″ O               | Wohnhaus                 | | 36076337 |                |
| Lingener Straße 52° 26′ 16″ N, 7° 4′ 15″ O           | Brunnen                  | Erbaut 1750, renoviert 1989 | 36075411 |                |
| Lingener Straße 1 52° 26′ 17″ N, 7° 4′ 15″ O         | Rathaus                  | Erbaut 1913/1914 | 36075433 |                |
| Lingener Straße 26 52° 26′ 18″ N, 7° 4′ 26″ O        | Pastorat                 | Ehemalige Pastorat der ev.-ref. Gemeinde | 41768584 |                |
| Neuenhauser Straße 54 52° 26′ 26″ N, 7° 3′ 56″ O     | Wohnhaus                 | Villa Ringhoff | 36075486 |                |
| Neuenhauser Straße 71 52° 26′ 30″ N, 7° 3′ 45″ O     | Villa                    | Fabrikantenvilla Fritz Schnieder | 36075510 |                |
| Ölmühlensteg 17 52° 26′ 10″ N, 7° 4′ 2″ O            | Teehaus                  | Café im Stadtpark (ehem. Teehaus Rawe) | 36077169 |                |
| Ootmarsumer Weg 14 52° 25′ 52″ N, 7° 3′ 27″ O        | Theater                  | | 36077365 |                |
| Stadtring 31 52° 26′ 12″ N, 7° 3′ 41″ O              | Schwimmbad               | Erbaut 1953; Hallenschwimmbad mit Pavillon und Außenanlagen. Hallenschwimmbad 2012 abgebrannt, Außenanlagen weitgehend zerstört. | 36077293 |                |
| Stadtring 31 52° 26′ 10″ N, 7° 3′ 41″ O              | Pavillon                 | | 36078707 |                |
| Stadtring 43 52° 26′ 23″ N, 7° 3′ 48″ O              | Fabrik                   | Textilfabrik Rawe (Bussmate), Fabrikanlage der ehemaligen Textilfabrik Rawe mit Spinnerei Bussmaate, Wasser- und Staubturm, Kontor, Turbinen- und Kesselhaus | 36076912 |                |
| Steinmaate 7/9 52° 26′ 5″ N, 7° 3′ 57″ O             | Wohnhaus                 | | 44558784 |                |
| Steinmaate 12 52° 26′ 6″ N, 7° 3′ 58″ O              | Wohnhaus                 | | 44558821 |                |
| Steinmaate 14 52° 26′ 7″ N, 7° 3′ 57″ O              | Villa                    | Villa Dix | 36075733 |                |
| Steinmaate 18 52° 26′ 6″ N, 7° 3′ 55″ O              | Villa                    | | 42623175 |                |
| Van-Delden-Straße 52° 26′ 2″ N, 7° 3′ 48″ O          | Gedenkstätte             | Schwarzer Garten | 36075387 |                |
| Van-Delden-Straße 13 52° 26′ 0″ N, 7° 3′ 46″ O       | Gartenportal             | | 36075813 |                |
| Van-Delden-Straße 21 52° 26′ 4″ N, 7° 3′ 46″ O       | Kirche                   | | 36075837 |                |
| Völlinkhoff 52° 25′ 59″ N, 7° 3′ 57″ O               | Gartenportal             | | 36075883 |                |
| Wietmarscher Straße 63 52° 26′ 57″ N, 7° 5′ 9″ O     | Gedenkstätte             | | 44567122 |                |

### Grenzsteine
| Lage                                      | Bezeichnung           | Beschreibung | ID       | Bild |
| ----------------------------------------- | --------------------- | --- | -------- | ---- |
| Frensdorferhaar 52° 24′ 2″ N, 7° 3′ 14″ O | Grenzstein Nr. 41 I   | Grenzstein der Grenzsteinkette Nordhorn-Almelo-Kanal, alte Bezeichnung 41III | 36077779 | BW   |
| Frensdorferhaar 52° 24′ 3″ N, 7° 3′ 14″ O | Grenzstein Nr. 41 II  | Grenzstein der Grenzsteinkette Nordhorn-Almelo-Kanal, alte Bezeichnung 41IV | 36077802 | BW   |
| Frensdorferhaar 52° 24′ 2″ N, 7° 3′ 12″ O | Grenzstein Nr. 41 III | Grenzstein der Grenzsteinkette Nordhorn-Almelo-Kanal, alte Bezeichnung 41V | 36077825 | BW   |
| Frensdorferhaar 52° 24′ 1″ N, 7° 3′ 11″ O | Grenzstein Nr. 42     | Grenzstein der Grenzsteinkette Nordhorn-Almelo-Kanal, alte Bezeichnung 41IX | 36077848 | BW   |
| Frensdorferhaar 52° 24′ 0″ N, 7° 3′ 6″ O  | Grenzstein Nr. 43     | Grenzstein der Grenzsteinkette Nordhorn-Almelo-Kanal, alte Bezeichnung 41XIII | 36077871 | BW   |
| Schotbroekweg 52° 24′ 0″ N, 7° 3′ 6″ O    | Grenzstein Nr. 43     | Grenzstein der Grenzsteinkette Nordhorn-Almelo-Kanal, alte Bezeichnung 41XII; dieser Grenzstein steht bereits auf niederländischem Gebiet, da die Grenze nördlich des Wegs in der Bachmitte verläuft | 36077894 | BW   |

## Brandlecht

### Gruppe: Gut Brandlecht
Die Gruppe „Gut Brandlecht“ hat die ID 36040980.

| Lage                                        | Bezeichnung | Beschreibung | ID       | Bild           |
| ------------------------------------------- | ----------- | ------------ | -------- | -------------- |
| Gut Brandlecht 4 52° 23′ 57″ N, 7° 7′ 8″ O  | Gutshaus    |              | 36073727 | Weitere Bilder |
| Gut Brandlecht 4 52° 23′ 57″ N, 7° 7′ 8″ O  | Brunnen     |              | 36073757 |                |
| Gut Brandlecht 4 52° 23′ 57″ N, 7° 7′ 10″ O | Einfriedung |              | 36078892 | BW             |
| Gut Brandlecht 2 52° 23′ 57″ N, 7° 7′ 11″ O | Kirche      |              | 36073701 | Weitere Bilder |
| Gut Brandlecht 4 52° 23′ 57″ N, 7° 7′ 7″ O  | Graft       |              | 36073550 |                |

### Gruppe: Kirchengelände Brandlecht
Die Gruppe „Kirchengelände Brandlecht“ hat die ID 45781355.

| Lage                                  | Bezeichnung    | Beschreibung | ID       | Bild           |
| ------------------------------------- | -------------- | ------------ | -------- | -------------- |
| Kirchweg 6 52° 23′ 52″ N, 7° 7′ 9″ O  | Kirche         |              | 36073804 | Weitere Bilder |
| Kirchweg 6 52° 23′ 52″ N, 7° 7′ 10″ O | Kriegerdenkmal |              | 44567086 |                |

### Einzelbaudenkmale
| Lage                                           | Bezeichnung | Beschreibung                                                           | ID       | Bild           |
| ---------------------------------------------- | ----------- | ---------------------------------------------------------------------- | -------- | -------------- |
| Alter Postweg 60 52° 23′ 50″ N, 7° 6′ 46″ O    | Kapelle     | Ehemalige Kapelle der katholischen Volksschule Brandlecht, erbaut 1661 | 36073653 | Weitere Bilder |
| Gildehauser Weg 330 52° 23′ 10″ N, 7° 4′ 39″ O | Backhaus    | Hof Menzmann (Backhaus)                                                | 36073676 | BW             |

## Bookholt

### Einzelbaudenkmale
| Lage                                                         | Bezeichnung     | Beschreibung | ID       | Bild |
| ------------------------------------------------------------ | --------------- | --- | -------- | ---- |
| Veldhauser Straße/Pestalozzistraße 52° 27′ 6″ N, 7° 3′ 26″ O | Kriegerdenkmal  | Ehrenmal Bookholt I | 36075862 |      |
| Veldhauser Straße 52° 27′ 35″ N, 7° 2′ 51″ O                 | Schleusenanlage | Koppelschleuse am westlichen Ende des Ems-Vechte-Kanals; Überlaufwehr erbaut 1878, 1880–1882 Bau der Schleuse in der heutigen Form | 36074731 |      |
| Veldhauser Straße 304 52° 27′ 41″ N, 7° 3′ 1″ O              | Schule          | | 36073628 |      |

## Hesepe

### Einzelbaudenkmale
| Lage                                          | Bezeichnung | Beschreibung | ID       | Bild |
| --------------------------------------------- | ----------- | --- | -------- | ---- |
| Tillenberger Weg 3 52° 24′ 56″ N, 7° 6′ 39″ O | Schule      | Die ehemalige Schule ist heute ein Kindergarten. Erbaut wurde die Schule von 1930 bis 1932. Es ist ein eingeschossiger Backsteinbau mit einem Walmdach. Der südliche Anbau ist wahrscheinlich jünger. | 36074193 |      |
| Dorfstraße 8 52° 24′ 54″ N, 7° 6′ 34″ O       | Kapelle     | Heutiges Gebäude erbaut 1853; Ursprung 14./15. Jahrhundert. | 36074168 |      |

## Hestrup

### Einzelbaudenkmale
| Lage                                           | Bezeichnung     | Beschreibung         | ID       | Bild |
| ---------------------------------------------- | --------------- | -------------------- | -------- | ---- |
| Raiffeisenstraße 34 52° 22′ 56″ N, 7° 8′ 29″ O | Empfangsgebäude |                      | 36074241 |      |
| Am Talgraben 52° 22′ 57″ N, 7° 9′ 45″ O        | Scheune         | Alte Scheune Hestrup | 36074218 |      |

## Klausheide

### Gruppe: Gut Klausheide
Die Gruppe „Gut Klausheide“ hat die ID 36041017.

| Lage                                                | Bezeichnung        | Beschreibung | ID       | Bild |
| --------------------------------------------------- | ------------------ | ------------ | -------- | ---- |
| Petkuser Straße 2 52° 28′ 4″ N, 7° 9′ 36″ O         | Herrenhaus         |              | 36074654 |      |
| Petkuser Straße 2 52° 28′ 0″ N, 7° 9′ 42″ O         | Park               |              | 36074555 |      |
| Petkuser Straße 2 52° 28′ 4″ N, 7° 9′ 31″ O         | Einfriedung        |              | 36078969 |      |
| Petkuser Straße 2 52° 28′ 4″ N, 7° 9′ 33″ O         | Verwaltungsgebäude |              | 36074681 |      |
| Petkuser Straße 2 52° 28′ 6″ N, 7° 9′ 38″ O         | Kutscherhaus       |              | 36074290 |      |
| Petkuser Straße 2a und 2b 52° 28′ 6″ N, 7° 9′ 45″ O | Gärtnerhaus        |              | 36074478 |      |
| Petkuser Straße 2 52° 28′ 7″ N, 7° 9′ 30″ O         | Wirtschaftsgebäude |              | 36074424 |      |
| Petkuser Straße 2 52° 28′ 10″ N, 7° 9′ 29″ O        | Wirtschaftsgebäude |              | 36074397 |      |
| Petkuser Straße 2 52° 28′ 5″ N, 7° 9′ 31″ O         | Trafostation       |              | 36074531 |      |
| Petkuser Straße 2 52° 28′ 13″ N, 7° 9′ 30″ O        | Wirtschaftsgebäude |              | 36074370 |      |
| Petkuser Straße 2 52° 28′ 10″ N, 7° 9′ 35″ O        | Wirtschaftsgebäude |              | 36074343 |      |
| Petkuser Straße 2 52° 28′ 7″ N, 7° 9′ 37″ O         | Wirtschaftsgebäude |              | 36074317 |      |

### Einzelbaudenkmal
| Lage                                       | Bezeichnung    | Beschreibung | ID       | Bild |
| ------------------------------------------ | -------------- | ------------ | -------- | ---- |
| Flugplatzstraße 52° 27′ 50″ N, 7° 9′ 31″ O | Kriegerdenkmal |              | 44558843 |      |